# Škoda 606
Škoda 606 byl užitkový automobil vyráběný v československé automobilce Škoda. Vyráběl se hlavně jako klasický valník nebo autobus, existovaly i jiné modifikace. Výroba začala roku 1930 a skončila v roce 1941, vyrobilo se 769 těchto vozidel.
Motor byl vodou chlazený řadový vznětový šestiválec OHV o objemu 8554 cm³. Měl výkon 74 kW (100 koní), později se zvýšil na 77 kW (105 koní). Vůz s ním dosahoval rychlosti okolo 60 km/h.
Vůz byl vyráběn se třemi délkami rozvoru, nejkratší 606 D, prodloužené se sníženým rámem (606 DN) a dlouhé se sníženým rámem (606 DND). Verze se sníženým rámem byly používány i pro nástavbu autobusovou karoserií, které realizovaly různé karosárny (např. Sodomka). V roce 1942 byly vyrobeny také autobusy 606 GN s pohonem na dřevoplyn. Vozy 606 DN provozovaly například na dálkových linkách Československé státní dráhy, brněnský dopravní podnik naopak využíval autobusy 606 DND v městské dopravě.